# .dk

Vlag van Denemarken

.dk is het achtervoegsel van Deense domeinnamen. Het beheer van .dk is exclusief in handen van DK Hostmaster.
Voor elke nieuwe .dk-domeinnaam moet een registrar gecontacteerd worden. Daarna kan de registrar het domein beheren of DK Hostmaster kan dit doen. Registraties van domeinnamen met vreemde tekens als æ, ø, å, ö, ä, ü en é zijn ook mogelijk.